# 9 Pułk Rozpoznawczy (III Rzesza)
9 Pułk Rozpoznawczy (niem. Aufklärungs-Regiment 9) – zmotoryzowany pułk rozpoznawczy Wehrmachtu.
W czasie niemieckiej agresji na Polskę we wrześniu 1939 wchodził w skład austriackiej 4 Dywizji Lekkiej.
Dowódcą 1 szwadronu 9 Zmotoryzowanego Pułku Zwiadowczego w 1939 był leutnant C.H. Hermann.
15 września 1939 pod Kryłowem nad Bugiem pułk nawiązał łączność radiową z nacierającymi od północy czołówkami pancernymi XIX Korpusu Pancernego gen. Heinza Guderiana.